# Bình Chánh, Thăng Bình
Bình Chánh là một xã thuộc huyện Thăng Bình, tỉnh Quảng Nam, Việt Nam.
Xã có diện tích 14,68 km², dân số năm 2019 là 3.580 người, mật độ dân số đạt 244 người/km².
Xã Bình Chánh được thành lập vào ngày 14 tháng 3 năm 1984 trên cơ sở tách thôn Tú Trà của xã Bình Tú và 2 thôn Ngũ Xã, Gia Hội của xã Bình Phú.